# Daddy (chó)
Daddy (1994 - 19 tháng 2 năm 2010) là một con chó sục Pit Bull Mỹ không thể tách rời với tác phẩm của người huấn luyện chó Cesar Millan và loạt phim truyền hình của anh, Dog Whisperer. Daddy được biết đến với tính khí điềm tĩnh, khoan dung đối với những con chó nhỏ hơn và khả năng thấu cảm.
Millan sử dụng khí chất của Daddy để cứu hộ các con chó khác, huấn luyện chủ chó và làm hình mẫu cho một giống chó thường liên quan đến sự hung dữ. Daddy xuất hiện thường xuyên trong các tập của Dog Whisperer,, với Millan coi nó là cánh tay phải của mình và The True Dog Whisperer. Theo Millan, Daddy "không bao giờ phạm sai lầm - không bao giờ, không bao giờ. Nó không bao giờ thể hiện sự gây hấn hoặc bất kỳ hành vi tiêu cực nào khác. Nó luôn hỗ trợ tôi."  Năm 2009, Millan nói thêm "Tôi chưa bao giờ có một con chó như Daddy. Tôi đã bị kinh ngạc bởi trực giác của nó, được an ủi bởi tình cảm của nó và được đánh thức bởi sự thấu cảm thầm lặng kín đáo."
Daddy đã ở với Millan từ khi nó được 4 tháng tuổi, khi người chủ trước đó của anh, rapper Redman, yêu cầu Millan chăm sóc nó. Khi còn là một chú chó con, nó đã thể hiện sự bất an tự nhiên (từ việc thường xuyên di chuyển với Redman) và sức mạnh rõ rệt.